# Die Liebe einer Frau
Albums de Mireille Mathieu
Gefühle
(1980) Bonsoir Mireille
(1982)
Die Liebe einer Frau est un album de la chanteuse française Mireille Mathieu sorti en Allemagne en 1981.

## Chansons de l'album
- Face 1

1. Die Liebe einer Frau (Bernd Meinunger/Ralph Siegel)
2. Bei mir bist du zu Haus (Michael Kunze/Jean Claudric)
3. Paris ist nicht mehr, was es war (Bernd Meinunger/Ralph Siegel)
4. So will ich mit dir leben (Bernd Meinunger/Ralph Siegel)
5. Worte (Michael Kunze/Lionel Richie jr.)

- Face 2

1. Niemand kann mich lieben wie du (Michael Kunze/Robin Gibb/Barry Gibb)
2. Die Welt ist neu (Michael Kunze/David Shire)
3. Nachts, wenn du allein bist (Bernd Meinunger/Ralph Siegel)
4. Noch immer (Michael Kunze/Claudio Mattone)
5. Vieilleicht bin es ich, die dich verläßt (Michael Kunze/Pascal Auriat/Pascal Sevran)